# Going!Sports&News
『Going!Sports&News』（ゴーイング!スポーツ・アンド・ニュース）は、日本テレビ系列（NNN）で2010年4月3日から毎週土曜・日曜の23:55 - 翌0:55（JST、特別編成等で遅延の場合もあり）に生放送されている週末スポーツ・ニュース番組。略称およびタイトルコールは「Going!」。

## 番組概要
2010年3月28日まで放送されていた『SUPERうるぐす』と1954年から半世紀以上放送された、週末 最終ニュースの『NNNニュース』が統合され放送されている。 週末深夜のスポーツニュースと一般ニュースの統合は『NNNきょうの出来事 Sports&News Weekend』以来16年振りである。
くりぃむしちゅーの上田晋也が番組のMCを務め、前番組の『SUPERうるぐす』から引き続き、江川卓が解説として出演する。また、アシスタントには森麻季、ニュースコーナーには原聡子、お天気コーナーには佐藤ありさ、 日曜日には野球のスペシャルサポーターとして、KAT-TUNの亀梨和也も出演する。 2011年4月からは解説として黒木知宏と赤星憲広（交代で土曜日に不定期出演）が新たに加わり、これにより江川の出演は原則日曜日のみとなっていた。
基本的には「スポーツニュース」→「全国のネットニュース」→「各地のローカルニュース」→「全国の天気予報」→「明日又は来週予告」の順で放送されているが、重大なニュースがある場合はその限りではない。 また、スポーツニュースでは前番組までは比較的トップ項目が多かった巨人戦が必ずしもトップ項目にならないことが多く、土曜日は旬の現役アスリートをゲストに迎えてのトーク企画やその他特集コーナー、日曜日は亀梨のプロ野球プロジェクトが設けられており、これらの特集がスポーツニュースに先んじて放送されることもある。 また、週末を通じて、現役のアスリートから（主に上田へのメッセージを添えた）電子メールを募集。 届いたメールの内容を、随時紹介している。
2011年10月9日（日）放送分から日本テレビ系列の全番組ステレオ放送化により、ステレオ放送を実施している。
2013年には、黒木が北海道日本ハムファイターズの一軍投手コーチに就任した関係で、1月から赤星が毎週土曜日に出演している。 「耳の日」に当たる3月3日（日曜日）には、通常本番組では採用していないリアルタイム字幕放送を特別に実施した。
2014年3月29日放送分より、スタジオセット・オープニング映像・一部のコーナーを一新した。 女性キャスター陣のうち、前週まで週末通じて出演していた徳島えりかと佐藤ありさが日曜日のみの出演となり、土曜日には後藤晴菜と岡本あずさが新たに起用された。
2015年4月4日放送分より、放送時間を5分拡大し、翌0:55までの60分番組となった。
2017年4月2日深夜放送分より、通常放送でもリアルタイム字幕放送を実施。
2018年9月22日（土）放送分で、テレビ放送開始65周年 NHK×日テレ コラボデーの一環としてNHK総合テレビの深夜生番組である『おやすみ日本 眠いいね!』の出演者が当番組にゲスト出演し、『眠いいね!』のスタジオセットをNHK放送センターからそのまま当番組に組み込んだ。
2019年4月6日放送分より、オープニング映像・一部のコーナーを再度一新した。
2020年3月28日放送分を以って、土曜日お天気コーナー担当の山崎紘菜、同年3月29日放送分を以って、日曜日担当の永島聖羅が卒業。これにより、番組開始当初から続いていたお天気コーナーは山崎と永島の卒業を機に廃止となった。
2021年12月25日放送分を以って、前番組『SUPERうるぐす』時代から27年間出演していた江川が降板。後任は高橋由伸で2022年1月8日放送分より登場。
2025年3月29日放送分より、6年ぶりにオープニング映像・一部のコーナーを再度一新し、番組開始以来初めてタイトルロゴが一新された。

## 出演者

### 現在の出演者
2025年8月2日 - 現在
| 土曜日                           | 日曜日   |
| MC                               | MC       |
| -------------------------------- | -------- |
| 上田晋也（くりぃむしちゅー）     |          |
| キャスター                       |          |
| 田畑志真                         | （不在） |
| ベースボールスペシャルサポーター |          |
| （不在）                         | 亀梨和也 |
| 解説                             |          |
| 高橋由伸                         | 赤星憲広 |
| アシスタント                     |          |
| 林田美学                         | 山本里咲 |
| 水越毅郎                         | 大町怜央 |
| 報道                             |          |
| 石川みなみ                       | 渡邉結衣 |

### 過去の出演者

#### MC・キャスター・ベースボールスペシャルサポーター
| 期間      | 期間      | MC       | 10周年スペシャルキャスター ↓ キャスター | ベースボールスペシャルサポーター |
| 期間      | 期間      | MC       | 土曜日                                  | 日曜日                           |
| --------- | --------- | -------- | --------------------------------------- | -------------------------------- |
| 2010.4.3  | 2020.3.29 | 上田晋也 | （不在）                                | 亀梨和也                         |
| 2020.4.4  | 2022.3.27 | 上田晋也 | 川口春奈                                | 亀梨和也                         |
| 2022.4.2  | 2022.8.28 | 上田晋也 | （不在）                                | 亀梨和也                         |
| 2022.9.3  | 2023.10.1 | 上田晋也 | 菜波                                    | 亀梨和也                         |
| 2023.10.7 | 2025.3.23 | 上田晋也 | （不在）                                | 亀梨和也                         |
| 2025.3.29 | 現在      | 上田晋也 | 田畑志真                                | 亀梨和也                         |

#### 解説
| 期間     | 期間       | 土曜日            | 日曜日   |
| -------- | ---------- | ----------------- | -------- |
| 2010.4.3 | 2011.3.27  | 江川卓            | 江川卓   |
| 2011.4.2 | 2013.1.27  | 黒木知宏 赤星憲広 | 江川卓   |
| 2013.2.2 | 2020.3.29  | 赤星憲広          | 江川卓   |
| 2020.4.4 | 2021.12.26 | 江川卓            | 赤星憲広 |
| 2022.1.8 | 現在       | 高橋由伸          | 赤星憲広 |

#### アシスタント
| 期間       | 期間       | 女性       | 女性         | 男性     | 男性     |
| 期間       | 期間       | 土曜日     | 日曜日       | 土曜日   | 日曜日   |
| ---------- | ---------- | ---------- | ------------ | -------- | -------- |
| 2010.4.3   | 2011.3.27  | 森麻季     | 森麻季       | （不在） | （不在） |
| 2011.4.2   | 2011.12.11 | 森麻季     | 森麻季       | 田中毅   | 田中毅   |
| 2011.12.17 | 2013.9.29  | 徳島えりか | 徳島えりか   | 田中毅   | 田中毅   |
| 2013.10.5  | 2014.3.23  | 徳島えりか | 徳島えりか   | 田中毅   | 上重聡   |
| 2014.3.29  | 2015.3.29  | 後藤晴菜   | 徳島えりか   | 田中毅   | 上重聡   |
| 2015.4.4   | 2017.3.26  | 後藤晴菜   | 徳島えりか   | 田中毅   | 山本紘之 |
| 2017.4.1   | 2017.7.2   | 後藤晴菜   | 後藤晴菜     | 梅澤廉   | 山本紘之 |
| 2017.7.8   | 2017.10.1  | 後藤晴菜   | 佐藤梨那     | 梅澤廉   | 山本紘之 |
| 2017.10.7  | 2018.9.30  | 後藤晴菜   | 佐藤梨那     | 山本紘之 | 山本紘之 |
| 2018.10.6  | 2021.3.28  | 後藤晴菜   | 佐藤梨那     | 弘竜太郎 | 山本紘之 |
| 2021.4.3   | 2021.9.26  | 後藤晴菜   | 後藤晴菜     | 弘竜太郎 | 山本紘之 |
| 2021.10.2  | 2023.10.1  | 市來玲奈   | 忽滑谷こころ | 田辺大智 | 大町怜央 |
| 2023.10.7  | 2025.3.23  | 山本里咲   | 忽滑谷こころ | 田辺大智 | 大町怜央 |
| 2025.3.29  | 現在       | 林田美学   | 山本里咲     | 水越毅郎 | 大町怜央 |

#### 報道
| 期間      | 期間      | 土曜日     | 日曜日     |
| --------- | --------- | ---------- | ---------- |
| 2010.4.3  | 2013.5.26 | 原聡子     | 原聡子     |
| 2013.6.1  | 2016.5.29 | 山下美穂子 | 山下美穂子 |
| 2016.6.4  | 2021.3.28 | 杉野真実   | 杉野真実   |
| 2021.4.3  | 2022.9.25 | 笹崎里菜   | 杉野真実   |
| 2022.10.1 | 2023.3.26 | 畑下由佳   | 杉野真実   |
| 2023.4.1  | 2025.3.23 | 杉原凜     | 畑下由佳   |
| 2025.3.29 | 2025.7.27 | 石川みなみ | 畑下由佳   |
| 2025.8.2  | 現在      | 石川みなみ | 渡邉結衣   |

## スタッフ
- TM：小椋敏宏
- 美術：茂木大樹、熊崎真知子
- 技術協力：NiTRO
- 美術協力：日テレアート
- CG：キャニットG
- デスク：西條春奈他
- AP：檜山黄菜（以前は日曜担当デスク）
- 制作協力：AXON、passion、TANQ.inc、これから、柳家
- 演出：遠藤寿寛（以前はチーフD）
- 監修：英賀裕史（以前は土曜担当►一時離脱►チーフD►一時離脱►チーフD►演出）
- プロデューサー：半田悠、吉田雛子、吉村真人、齋藤敬太、栄永英幸、藤田飛鳥、柳喜祥
- チーフプロデューサー：伊東修
- 製作著作：日本テレビ

### 過去のスタッフ
- TM：村上正
- 美術：高津光一郎
- 総合演出：渡瀬慶吾、大路禎久
- プロデューサー：岩崎泰治、萬屋智成、橋本敦、荻野陽介、福田逸平太、森俊憲、脇山浩一、紀内良彦、秋山雅美、岡崎健人、鶴田史隆、西川宏一（西川→一時離脱）
- チーフプロデューサー：実成俊也、長尾泰希、大山昌作、松原正典、木戸弘士、今井田彩

## ネット局と放送時間
前身番組である『SUPERうるぐす』と『NNNきょうの出来事』同様、クロスネット局を含め全国ネットで放送される。

### ネット局
○印…関東ローカル枠のニュースを放送する局（重大なニュースや選挙の開票速報など臨時で×になる場合もある）
×印…ローカルニュース（またはローカル天気）に差し替える局
| 放送対象地域   | 放送局                    | 系列                                         | 放送時間                  | ネット状況 | 備考      |
| -------------- | ------------------------- | -------------------------------------------- | ------------------------- | ---------- | --------- |
| 関東広域圏     | 日本テレビ（NTV）         | 日本テレビ系列                               | 土曜・日曜 23:55 - 翌0:55 | 制作局     | 制作局    |
| 北海道         | 札幌テレビ（STV）         | 日本テレビ系列                               | 土曜・日曜 23:55 - 翌0:55 | ×          |           |
| 青森県         | 青森放送（RAB）           | 日本テレビ系列                               | 土曜・日曜 23:55 - 翌0:55 | ○          |           |
| 岩手県         | テレビ岩手（TVI）         | 日本テレビ系列                               | 土曜・日曜 23:55 - 翌0:55 | ○          |           |
| 宮城県         | ミヤギテレビ（MMT）       | 日本テレビ系列                               | 土曜・日曜 23:55 - 翌0:55 | ×          |           |
| 秋田県         | 秋田放送（ABS）           | 日本テレビ系列                               | 土曜・日曜 23:55 - 翌0:55 | ○          |           |
| 山形県         | 山形放送（YBC）           | 日本テレビ系列                               | 土曜・日曜 23:55 - 翌0:55 | ○          |           |
| 福島県         | 福島中央テレビ（FCT）     | 日本テレビ系列                               | 土曜・日曜 23:55 - 翌0:55 | ○          |           |
| 山梨県         | 山梨放送（YBS）           | 日本テレビ系列                               | 土曜・日曜 23:55 - 翌0:55 | ○          |           |
| 新潟県         | テレビ新潟（TeNY）        | 日本テレビ系列                               | 土曜・日曜 23:55 - 翌0:55 | ○          |           |
| 長野県         | テレビ信州（TSB）         | 日本テレビ系列                               | 土曜・日曜 23:55 - 翌0:55 | ○          |           |
| 静岡県         | 静岡第一テレビ（SDT）     | 日本テレビ系列                               | 土曜・日曜 23:55 - 翌0:55 | ○          |           |
| 富山県         | 北日本放送（KNB）         | 日本テレビ系列                               | 土曜・日曜 23:55 - 翌0:55 | ○          |           |
| 石川県         | テレビ金沢（KTK）         | 日本テレビ系列                               | 土曜・日曜 23:55 - 翌0:55 | ○          | [ 注 25 ] |
| 福井県         | 福井放送（FBC）           | 日本テレビ系列                               | 土曜・日曜 23:55 - 翌0:55 | ○          | [ 注 26 ] |
| 中京広域圏     | 中京テレビ（CTV）         | 日本テレビ系列                               | 土曜・日曜 23:55 - 翌0:55 | ×          |           |
| 近畿広域圏     | 読売テレビ（ytv）         | 日本テレビ系列                               | 土曜・日曜 23:55 - 翌0:55 | ×          |           |
| 鳥取県・島根県 | 日本海テレビ（NKT）       | 日本テレビ系列                               | 土曜・日曜 23:55 - 翌0:55 | ○          |           |
| 広島県         | 広島テレビ（HTV）         | 日本テレビ系列                               | 土曜・日曜 23:55 - 翌0:55 | ×          |           |
| 山口県         | 山口放送（KRY）           | 日本テレビ系列                               | 土曜・日曜 23:55 - 翌0:55 | ○          |           |
| 徳島県         | 四国放送（JRT）           | 日本テレビ系列                               | 土曜・日曜 23:55 - 翌0:55 | ○          |           |
| 香川県・岡山県 | 西日本放送（RNC）         | 日本テレビ系列                               | 土曜・日曜 23:55 - 翌0:55 | ○          |           |
| 愛媛県         | 南海放送（RNB）           | 日本テレビ系列                               | 土曜・日曜 23:55 - 翌0:55 | ○          |           |
| 高知県         | 高知放送（RKC）           | 日本テレビ系列                               | 土曜・日曜 23:55 - 翌0:55 | ×          |           |
| 福岡県         | 福岡放送（FBS）           | 日本テレビ系列                               | 土曜・日曜 23:55 - 翌0:55 | ○          |           |
| 長崎県         | 長崎国際テレビ（NIB）     | 日本テレビ系列                               | 土曜・日曜 23:55 - 翌0:55 | ○          |           |
| 熊本県         | くまもと県民テレビ（KKT） | 日本テレビ系列                               | 土曜・日曜 23:55 - 翌0:55 | ○          |           |
| 大分県         | テレビ大分（TOS）         | 日本テレビ系列 フジテレビ系列                | 土曜・日曜 23:55 - 翌0:55 | ○          |           |
| 宮崎県         | テレビ宮崎（UMK）         | フジテレビ系列 日本テレビ系列 テレビ朝日系列 | 土曜・日曜 23:55 - 翌0:55 | ○          | [ 注 27 ] |
| 鹿児島県       | 鹿児島読売テレビ（KYT）   | 日本テレビ系列                               | 土曜・日曜 23:55 - 翌0:55 | ○          |           |
| 沖縄県         | テレビにらい（OCN）       | ケーブルテレビ                               | 土曜・日曜 23:55 - 翌0:55 | ○          | [ 注 28 ] |
| 沖縄県         | 宮古テレビ（MTV）         | ケーブルテレビ                               | 土曜・日曜 23:55 - 翌0:55 | ○          | [ 注 29 ] |

### 放送時間の変遷
| 期間     | 期間      | 放送時間（JST）                   |
| -------- | --------- | --------------------------------- |
| 2010.4.3 | 2015.3.29 | 土曜・日曜 23:55 - 翌0:50（55分） |
| 2015.4.4 | 現在      | 土曜・日曜 23:55 - 翌0:55（60分） |

### 休止・時間変更
- 特番やスポーツ中継などによる放送の休止・時間変更は以下の通り。
  - 年末年始と重なる場合や毎年8月の『24時間テレビ「愛は地球を救う」』の放送日と重なる土曜日は放送休止となる[注 30]。12月31日と重なる場合を除き、代替として23時台もしくは翌0時台に『NNN news』もしくは『NNN SPORTS&NEWS』を放送する。なお、後者のタイトルで放送される場合、当番組のネット・ローカルスポンサーはそのまま『NNN SPORTS&NEWS』に振替提供される。また、それ以外にも稀にオリンピックやサッカー・FIFAワールドカップなどといった国際的なスポーツ中継により休止される場合がある。
  - 国政選挙の投開票日と重なる日曜日は開票特別番組『ZERO×選挙』→『zero選挙』を一時中断する形で時間変更・短縮して放送。その場合、上田・亀梨やコメンテーターは休演し、進行キャスター2人のみが出演し日曜日のまとめのスポーツニュースを伝えるのみの構成となる（一般ニュースは当番組短縮版の放送前後に5分程度『NEWS ZERO』→『news zero』のフォーマットで放送）。
  - 不定期に特番編成のため時間を繰り下げて放送される場合がある。2017年度までは『土曜ドラマ』『日曜ドラマ』が初回拡大スペシャルとなる場合も15分程度繰り下げて放送されていたが、現在は連続ドラマの初回拡大が行われなくなったこともありこうした繰り下げ措置は無くなった[注 31]。
  - 2023年9月23日は、『ラグビーワールドカップ2023』の「イングランド×チリ」中継のため翌0時30分までの短縮放送、翌24日も「スコットランド×トンガ」の中継のため同時間の短縮放送となった。

## 使用曲
テーマ曲
- KAT-TUN「Going!」（2010年4月3日 - 2010年9月26日） - 曲名は当番組に由来している。
- KAT-TUN「CHANGE UR WORLD」（2010年10月2日 - 2011年3月27日）
- KAT-TUN「DIAMOND」（2011年4月2日 - 2012年3月24日）
- KAT-TUN「SPIRIT」（2012年3月25日 - 2013年3月23日）
- KAT-TUN「DRAMATIC」（2013年3月24日 - 2014年3月23日）
- KAT-TUN「Believe In Myself」（2014年3月29日 - 2015年3月22日）
- KAT-TUN「熱くなれ」（2015年3月28日 - 2016年3月20日）
- KAT-TUN「BRAND NEW STAGE」（2016年3月26日 - 2017年3月26日）
- 亀梨和也 「Wonderful World」（2017年4月1日 - 2018年3月25日）
- KAT-TUN「FUNtastic」（2018年3月31日 - 2019年3月24日）
- 亀梨和也 「手をのばせ」（2019年3月30日 - 2020年3月8日）
- KAT-TUN「to the NEXT」（2020年3月15日 - 2021年3月14日）
- KAT-TUN「Light and Blue」（2021年3月20日 - 2021年6月27日）
- KAT-TUN「We Just Go Hard feat. AK-69」（2021年7月3日 - 2022年3月19日）
- KAT-TUN「Into The Light」（2022年3月20日 - 2022年7月16日）
- KAT-TUN「ゼロからイチへ」（2022年7月17日 - 2023年3月26日）
- 亀梨和也「Cross」（2023年4月1日 - 2025年3月23日）
- 亀梨和也「The truth」（2025年3月29日 - 現在）

OPアニメテーマ、ヘッドラインBGM、Qショット
- 作曲：MAYUKO[3]

オープニングのスキャットやタイトルコールも担当。また、当番組と同時期に開始された『news every.』のテーマ曲も担当。
お天気コーナーBGM
- 作曲：告井孝通

好珍プレーBGM
「初期飛行」（『銀河機攻隊 マジェスティックプリンス』OSTより。作曲：渡辺俊幸）- 好プレー時に使用

## 関連番組
定期的に放送されている『Going!野球』のほか、『Going!ボクシング』など各界のアスリートに長期密着した『Going!特別版』が土曜・日曜の午後を中心に日本テレビほか一部地域で不定期に放送されている。

### 『上田晋也×亀梨和也のGoing!野球』
日本プロ野球シーズン期間中に月に1回のペースで土曜10:30 - 11:25（JST）に日本テレビほか一部地域で放送されていた。「プロ野球の裏側が分かる」をモットーに様々な取材や企画を行う。初回は本放送開始前の2010年3月27日に生放送された。

### 『ツイセキGoing!』
2015年4月より月1回のペースで土曜10:30 - 11:25（JST）に日本テレビほか一部地域で放送されていた、前年まで同枠で放送された『Going!野球』の後継企画。「今スポーツ界で気になるニュースを追跡し、その真相を探る」をテーマに様々な取材を行う。取材対象は日本プロ野球が中心（巨人と阪神に関する話題が比較的多い）だが、プロボクシングやラグビーなどその他スポーツも取り上げられている。『Going!野球』時とは異なり、スタジオ部分は無く全編VTRで構成されている。

### 『上田晋也の日本メダル話』
2016年1月9日（8日深夜）から2017年4月1日までは毎週土曜1:30 - 1:45（JST、金曜深夜）の15分、同年4月5日から2018年3月28日までは毎週水曜1:29 - 1:59（JST、火曜深夜）の30分番組。同年4月8日からは毎週日曜17:00 - 17:25に移動。日本の若きアスリートたちを紹介する。スタッフとMC陣（上田・徳島えりか→山本紘之）がGoing!とほぼ共通している。日曜17時枠のスポーツ情報番組は『ビバ！ジャイアンツ』以来34年半ぶりとなる。
2020年1月から2020年3月までは山本紘之が他番組の取材や長期休暇等で不在時、ハリセンボンや小島瑠璃子、百田夏菜子が交代で代役MCを務めた。2020年4月からは山本紘之が他番組の取材や長期休暇等で不在時は百田夏菜子が代役MCを務める事になった。
2022年3月13日をもって放送終了。後継番組は「サンデーPUSHスポーツ」。

#### 放送局
| 放送対象地域 | 放送局            | 系列           | 放送時間                                             | 放送期間                                                                              | ネット状況 | 備考                                             |
| ------------ | ----------------- | -------------- | ---------------------------------------------------- | ------------------------------------------------------------------------------------- | ---------- | ------------------------------------------------ |
| 関東広域圏   | 日本テレビ（NTV） | 日本テレビ系列 | 土曜 1:30 - 1:45 水曜 1:29 - 1:59 日曜 17:00 - 17:25 | 2016年1月9日 - 2017年4月1日 2017年4月5日 - 2018年3月28日 2018年4月8日 - 2022年3月13日 | 制作局     |                                                  |
| 岩手県       | テレビ岩手（TVI） | 日本テレビ系列 | 日曜 17:00 - 17:25                                   | 2018年4月8日 - 2022年3月13日                                                          | 同時ネット |                                                  |
| 富山県       | 北日本放送（KNB） | 日本テレビ系列 | 日曜 17:00 - 17:25                                   | 2019年4月14日 - 2022年3月13日                                                         | 同時ネット | 後継番組の「サンデーPUSHスポーツ」も同時ネット。 |

この他穴埋め番組として不定期放送をしている系列局もあった。

### 『亀梨和也のスポーツ全力応援 好キニナル』
2016年3月20日より月1回のペースで週末の午後 に日本テレビローカル で放送されている『ツイセキGoing!』の後継企画。MCである亀梨和也が「スポーツにゆかりのないゲストや視聴者にスポーツ好きになるポイントを紹介し、スポーツ好きにする」をテーマに様々なスポーツ（日本プロ野球、ラグビーが比較的多い）への取材やVTR企画を行う。『ツイセキ!』時に廃止されたスタジオ部分が復活し、MCの亀梨と鈴江奈々（日本テレビアナウンサー）、スポーツ好き男性ゲスト、女性ゲスト1名が出演。基本的には事前収録だが、2016年9月11日は、プロ野球「巨人×広島」が開催されている東京ドームの中継ブースから、同年10月29日は日本テレビマイスタジオからそれぞれ生放送を行った。